# Katangasångare
Katangasångare (Phylloscopus laurae) är en afrikansk fågel i familjen lövsångare inom ordningen tättingar.

## Utseende och läte
Katangasångaren är en medelstor grönaktig lövsångare med bjärt gult på strupe, ögonbrynsstreck och undergump samt ljus buk. Ungfågeln liknar den adulta, men har brun anstrykning under. Lövsångaren som den delar utbredningsområde med vintertid är mindre färgglad och saknar både tydliga gul strupen och avgränsningen mot den vita buken. Sången består av en melodisk serie med fem till åtta upprepade fraser, i engelsk litteratur återgiven som "pri-chi-rri, pri-chir-ri, pri-chi-ri" eller "twi-li, twi-li-twi-li".

## Utbredning och systematik
Katangasångaren delas in i två underarter med följande utbredning:
- Phylloscopus laurae laurae – förekommer i västra Angola (Moco)
- Phylloscopus laurae eustacei – förekommer i sydöstra Kongo-Kinshasa till nordvästra Zambia och sydvästra Tanzania

### Släktestillhörighet
DNA-studier visar att släktet Phylloscopus är parafyletiskt gentemot Seicercus. Dels är ett stort antal Phylloscopus-arter närmare släkt med Seicercus-arterna än med andra Phylloscopus (däribland katangasångare), dels är inte heller arterna i Seicercus varandras närmaste släktingar. Olika taxonomiska auktoriteter har löst detta på olika sätt. De flesta expanderar numera Phylloscopus till att omfatta hela familjen lövsångare, vilket är den hållning som följs här. Andra flyttar bland andra katangasångare till ett expanderat Seicercus.

## Levnadssätt
Katangasångaren hittas i sumpiga områden och isolerade stånd av städsegrön skog i miombo, men även i bergsskogar. Den plockar insekter från lövverket i skogens mellersta och övre skikt, gärna i skogsbryn och gläntor. 

## Status och hot
Arten har ett stort utbredningsområde, men tros minska i antal, dock inte tillräckligt kraftigt för att den ska betraktas som hotad. Internationella naturvårdsunionen IUCN listar arten som livskraftig (LC). Världspopulationen har inte uppskattats men den beskrivs som lokalt vanlig.

## Namn
Fågelns vetenskapliga artnamn hedrar Laura Theresa Boulton (född Craytor, 1899-1980), fru till den amerikanske ornitologen Wolfrid Rudyerd Boulton som beskrev arten 1931. Tidigare kallades den laurasångare även på svenska, men justerades 2023 till ett mer informativt namn av BirdLife Sveriges taxonomikommitté. Den har tidigare även kallats gulgrön sångare på svenska.